# 本田兄妹
本田兄妹（ほんだきょうだい）は、プロダクション人力舎に所属する実の兄妹お笑いコンビ。スクールJCA13期と同期扱い。旧コンビ名は男子（だんし）。

## メンバー
本田 ひでゆき（本名：本田 英之（ほんだ ひでゆき）、1980年6月18日（44歳） - ）ツッコミ担当
- 身長171cm。血液型はO型。神奈川県川崎市川崎区出身。
- キャットファイト組織CPEの専属レフェリーも務めている。

本田 あやの（本名：本田 彩乃（ほんだ あやの）、1987年9月1日（37歳） - ）ボケ担当
- 身長153cm。血液型はO型。神奈川県川崎市川崎区出身。
- 霊感があり、子供の時に霊体験をしたり高校時代には霊に関する相談を受けたりしていた。アルコールを摂取すると生霊を見ることが出来ると主張している。

## 略歴
2001年頃、アマチュアとしてコンビを組む。当初はひでゆきが「男子」というコンビ名で男同士のコンビを組みM-1グランプリに出場する予定だったが、母親に「彩乃も出たがってるから一緒に出なさい」と言われたことがきっかけで「男子」というコンビ名はそのままで兄妹コンビを組むことになった。当時、あやのはいじめを受けたことで引きこもりの生活を送っており、ひでゆきは「M-1は彩乃を外に出すチャンス」と思ったという。
2002年、アマチュアとしてM-1グランプリで3回戦まで進出。
2005年3月、プロダクション人力舎の下部組織「JCAプロモーション」への所属（後に本所属）となりプロデビュー。
2007年から2008年9月まで、ワンスター、ラムシャンプー（2007年12月からはラムシャンプーに代わり、さとうゆうすけが加入）との3組でのユニット「環七BABY!!!」でも活動していた。
2011年5月頃、「本田兄妹」に改名。本人達の意思とは関係なく事務所が変更したという。
2017年、あやのは鬼ヶ島のおおかわらとともにドラマ『目玉焼きの黄身 いつつぶす?』で漫才監修を担当している。
ヒルナンデス!の前説を番組開始当初からほぼ毎週欠かさず担当しており、2020年4月から12月にかけプロダクション人力舎公式YouTubeチャンネルにて毎週木曜の番組放送前に前説動画をリモート配信した。
2020年7月、本田兄妹の公式YouTubeチャンネル「本田ちゃんねる兄妹」を開設。
2022年8月25日、渋谷区文化総合センター大和田さくらホールにて開催された「もてあそばれる21組のネタライブ『審査委員長は真空ジェシカ』」にて優勝。

## 芸風
主に漫才。アマチュア時代の1年目（2001年頃）は、ひでゆきがボケだったが、2年目の時にポジションを入れ替えた。あやのは大学1年生の時まで制服で出演していた。ひでゆきが優しくツッコむといったパターンも見られる｡

## 賞レース戦績

### M-1グランプリ
| 年度   | 成績      | 会場                   | 日時       | 備考                 |
| ------ | --------- | ---------------------- | ---------- | -------------------- |
| 2002年 | 3回戦進出 |                        |            | アマチュア時代に出場 |
| 2004年 | 2回戦進出 | パナソニックセンター   | 2004/10/30 | アマチュア時代に出場 |
| 2005年 | 3回戦進出 | ルミネtheよしもと      | 2005/11/23 |                      |
| 2006年 | 2回戦進出 | ラフォーレ原宿         | 2006/11/04 |                      |
| 2007年 | 2回戦進出 | ラフォーレ原宿         | 2007/11/02 |                      |
| 2009年 | 2回戦進出 | ラフォーレ原宿         | 2009/11/04 |                      |
| 2010年 | 2回戦進出 | ラフォーレ原宿         | 2010/11/02 |                      |
| 2015年 | 2回戦進出 | 雷5656会館ときわホール | 2015/10/12 |                      |
| 2016年 | 3回戦進出 | ルミネtheよしもと      | 2016/10/27 |                      |
| 2017年 | 3回戦進出 | ルミネtheよしもと      | 2017/10/22 |                      |
| 2018年 | 3回戦進出 | 新宿FACE               | 2018/10/16 |                      |
| 2019年 | 2回戦進出 | 雷5656会館ときわホール | 2019/10/20 | ラストイヤー         |

### キングオブコント
| 年     | 結果         |
| ------ | ------------ |
| 2013年 | 準決勝進出   |
| 2023年 | 準々決勝進出 |

### THE SECOND 〜漫才トーナメント〜
| 年     | 結果                          |
| ------ | ----------------------------- |
| 2025年 | ノックアウトステージ32→16進出 |

### その他
- 2014年 第13回漫才新人大賞 決勝進出[20]
- 2015年 第3回歌ネタ王決定戦 準決勝進出[21]
- 2022年 もてあそばれる21組のネタライブ『審査委員長は真空ジェシカ』 優勝[8]

## 出演

### テレビ
- 爆笑オンエアバトル（NHK総合）戦績0勝4敗 最高369KB
- 白黒アンジャッシュ（千葉テレビ放送）※この番組では前説も務める。
- めちゃ×2イケてるッ!（フジテレビ）- 2010年11月13日
- バカヂカラ（TOKYO MX） - ネタ出演、彩乃のみコント
- 本田んち（フジテレビ）- メインでレギュラー出演
- ドランクドラゴンのバカ売れ研究所!（TwellV） - 研究員
- ヒルナンデス!（日本テレビ）- 2012年5月3日、2012年5月31日、2013年1月31日 ※この番組では前説も務める。
- FNS27時間テレビ 女子力全開2013 乙女の笑顔が明日をつくる!!（フジテレビ） - 2013年8月4日、あやののみ
- 学生才能発掘バラエティ 学生HEROES!（テレビ朝日）- 2014年7月10日
- 東京★漫才コレクション〜第12回漫才新人大賞から新しすぎる超若手芸人まで〜（テレビ東京）- 2013年7月6日
- 東京★漫才コレクション 漫才新人大賞〜最強のお笑い芸人（テレビ東京）- 2014年8月2日
- 有田チルドレン（TBS）- 2015年4月28日、2015年8月25日
- アカデミーナイトQ（TBS）- 不定期出演
- 日立 世界・ふしぎ発見!（TBS）- 2016年1月9日「太りにくい! 老けにくい! 知られざる腸内細菌パワー」のモニターとして出演
- 目指せ!!アウトレット芸人2（千葉テレビ放送）- 2016年1月20日
- 『ぷっ』すま（テレビ朝日）- 2016年11月25日、12月6日
- 本能Z（CBCテレビ）- 2017年4月5日
- 金バク!（岡山放送）- 2017年11月24日 本田あやのがオアシズの大久保佳代子と共に讃岐國分寺周辺を探索
- チャント!（2019年4月 - 、CBCテレビ） - リポーター、ひでゆきのみ
- 勇者ああああ〜ゲーム知識ゼロでもなんとなく見られるゲーム番組〜（テレビ東京）- 2019年6月14日、8月9日、11月29日、2021年1月30日 あやののみ

### ウェブテレビ
- バラエティ開拓バラエティ 日村がゆく（2019年4月3日、AbemaTV）苦労芸人ネタGP優勝[22]

### インターネットラジオ
- 本田兄妹の血縁ファンタジスタ（stand.fm、2021年1月25日 -）
- JJチャンネル（サッカー）（stand.fm、2023年2月6日 -） [23] ひでゆきのみ

### CM
- 日本コカ・コーラ「コカ・コーラ ゼロ」（NewJeans出演）- 2024年から。二人とも、ターリーターキーと共に声の出演[24]

### ライブ
- バカ爆走!（事務所ライブ、新宿Fu-）
- TEPPEN

他
「環七BABY!!!」ライブ
- 「ピクニックサイダー」（2007年2月23日 - 2月25日、千本桜ホール）
- 「サンサンサンデー」（2007年7月7日 - 7月8日、シアターブラッツ）
- 「ハイタッチフェスティバル!」（2008年2月15日 - 2月16日、千本桜ホール）
- 「アンブレラマン」（2008年6月14日 - 6月15日、シアターミラクル）